# 블라드 키리케슈
블라드 율리안 키리케슈(루마니아어: Vlad Iulian Chiriches, 1989년 11월 14일 ~ )는 루마니아의 축구 선수로 현재 리가 I의 FCSB에서 센터백으로 활약 중이다. 또한 루마니아 국가대표팀에서는 주장으로도 활약하고 있으며 센터백 뿐만 아니라 오른쪽 풀백과 수비형 미드필더도 소화 가능하다.

## 클럽 경력
2008년 인테르나치오날 쿠르테아 데 아르게슈 입단을 통해 프로에 입문하여 2년간 41경기를 뛰었고 2010년부터 2012년까지 판두리 터르구 이우에서 39경기를 뛰었으며 2012년부터 2013년까지 명문 구단인 슈테아우아 부쿠레슈티에서 42경기 3골로 팀의 2012-13 시즌 리가 I 우승, 루마니아컵 우승에 일조하면서 2013년 루마니아 올해의 선수상에 이름을 올렸다. 이후 잉글랜드 프리미어리그 토트넘 핫스퍼 FC로 이적하여 27경기에 출전해 팀의 2014-15 시즌 캐피털원컵 준우승을 이끌었다. 그리고 2015년 이탈리아 세리에 A의 명문구단 중 하나인 SSC 나폴리로 이적하여 32경기를 뛰었고 2019년 9월 2일 US 사수올로 칼초로 임대 이적했다.

## 국가대표팀 경력
2009년부터 2010년까지 U-21 대표팀에서 3경기를 뛰었고 이후 2011년 3월 29일 홈에서 열린 룩셈부르크와의 UEFA 유로 2012 예선 D조 5차전에서 성인대표팀 데뷔전을 치뤘으며 팀은 이 경기에서 3-1의 승리를 거두었다. 이후 2013년 8월 14일 슬로바키아와의 친선 경기에서 주장으로 임명되었고 팀은 이 경기에서 1-1로 비겼다. 주장으로 임명되고 한달 후인 9월 6일 헝가리와의 2014년 FIFA 월드컵 유럽 지역 예선 D조 7차전 홈 경기에서 팀의 3-0 승리를 이끌었고 팀은 이 경기를 바탕으로 4승 1무 3패·D조 2위로 플레이오프에 진출했으나 플레이오프에서 대회 본선 16강 진출팀인 그리스에게 1·2차전 합계 2-4로 무릎을 꿇으면서 1998년 대회 이후 16년만의 본선 진출이 좌절되는 아픔을 겪었다. 그리고 UEFA 유로 2016 예선 F조 전 경기에 출전하여 팀의 8년만의 유로 대회 본선을 이끌었고 대회 본선에서도 조별리그 3경기에 모두 출전했지만 팀은 1무 2패·A조 최하위라는 부진한 성적으로 조별리그 탈락의 쓴 맛을 봤다. 이후 2017년 10월 5일 개인 50번째 A매치 경기인 카자흐스탄과의 친선 경기에서 3-1 승리를 이끌었다.